# Pantera (1924)
«Пантера» (італ. Pantera) — крейсер-скаут, а згодом ескадрений міноносець типу «Леоне» ВМС Італії.

## Історія створення
«Пантера»  був закладений 19 грудня 1921 року на верфі «Ансальдо» в Сесстрі-Потенте (Генуя) як крейсер-скаут («есплораторе», італ. esploratore). Спущений на воду 18 жовтня 1923 року, вступив у стрій 28 жовтня 1924 року.

## Історія служби

### Довоєнна служба
Після вступу у стрій «Леоне» у 1925 році здійснив плавання до країн Північної Європи.
У 1928 році здійснив плавання в Егейське море та до Іспанії.
У 1931 році корабель пройшов модернізацію, під час якої 450-мм торпедні апарати були замінені на 533-мм, а 76-мм зенітні гармати - на 40-мм зенітні автомати.
У 1936 році, перед запланованим відправленням в Червоне море корабель пройшов ще одну модернізацію, під час якої встановили системи кондиціонування, а також встановили 4 13,2-мм кулемети «Breda Mod. 31».
У 1938 році був перекласифікований в ескадрений міноносець.

### Друга світова війна
Зі вступом Італії у Другу світову війну «Пантера» разом з однотипними «Тігре» та «Леоне» був включений до складу 5-ї ескадри есмінців з базуванням в Массауа під командуванням капітана 2 рангу Паоло Алоїза (італ. Paolo Alois).
Есмінець брав участь у патрулюванні в Червоному морі та декількох операціях з порятунку італійських підводних човнів, що зазнали аварій.
19 вересня «Пантера» разом з есмінцями «Леоне», «Чезаре Баттісті» і «Даніеле Манін» вирушив на перехоплення британського конвою  «BN 5» у складі 23 транспортів під охороною легкого крейсера «Ліндер» та 3 шлюпів, але італійцям не вдалось перехопити конвой.
Вночі 21 жовтня 1940 року «Пантера» разом з есмінцями «Леоне», «Чезаре Баттісті», «Даніеле Манін» і «Франческо Нулло» атакував британський конвой BN 7, який складався з 32 транспортів під охороною крейсера «Ліндер», есмінця «Кімберлі» та 3 шлюпів. Проте атака виявилась невдалою, італійці змушені були поставити димову завісу та відступити. На «Франческо Нулло» вийшло з ладу стернове керування, і він втратив контакт з іншими кораблями. На ранок він був помічений та перехоплений британськими кораблями. Зав'язався годинний бій, внаслідок якого «Франческо Нулло» був потоплений есмінцем «Кімберлі».
На початку 1941 року, коли падіння Італійської Східної Африки було неминуче, перед командуванням італійського флоту постала проблема, що робити з кораблями. Ті кораблі та підводні човни, що могли дістатись до дружніх японських чи французьких портів, вирушили у плавання. Але есмінці типу «Леоне» не мали достатньої дальності плавання. Тому перед падінням Массауа 31 березня 1941 року «Леоне», «Тігре» та «Пантера» вирушили в атаку на Суец. Вночі 1 квітня «Леоне» налетів на не позначену на карті скалу та отримав серйозні пошкодження. Вранці «Тігре» та «Пантера» змушені були потопити його за 15 миль на північ від острова Ауалі-Хутуб в архіпелазі Дахлак, і повернулись в Массауа.
Увечері 1 квітня італійці відхилили британську пропозицію про капітуляцію, і 5 есмінців («Тігре», «Пантера», «Чезаре Баттісті», «Даніеле Манін» та «Надзаріо Сауро») вирушили в останню атаку на Порт-Судан. Кораблі повинні були пройти 300 миль у ворожих водах, прибути до Порт-Судану на світанку, де зав'язати бій з британськими кораблями, і, якщо пощастить, спробувати перетнути Червоне море, досягнути аравійського узбережжя, де вони мали би бути затоплені екіпажами.
За дві години ескадра була атакована ворожим літаком. Це означало, що зник фактор раптовості, і британці будуть чекати італійські кораблі. Але ескадра рухалась далі.
На «Чезаре Баттістіі» виникли проблеми із силовою установкою, він направився до аравійського берега, де і був затоплений екіпажем наступного дня.
Вранці ескадра наблизилась до Порт-Судану, де була атакована літаками з берегових аеродромів та авіаносця «Ігл». Британці спочатку сконцентрували вогонь на есмінцях «Даніеле Манін» і «Надзаріо Сауро», а в цей час «Тігре» та «Пантера» зуміли досягнути аравійського узбережжя, де були затоплені екіпажами, які висадились на землю поблизу міста Джидда, де були інтерновані.